# Baabe
Baabe település Németországban, Mecklenburg-Elő-Pomeránia tartományban. Lakosainak száma 933 fő (2023. december 31.). Baabe Sellin, Göhren (Rügen) és Mönchgut községekkel határos.

## Népesség
A település népességének változása:
| Lakosok száma | 883  | 890  | 914  | 914  | 939  | 914  | 933  |
|               | 2015 | 2017 | 2018 | 2019 | 2021 | 2022 | 2023 |